# 켄트 윌리엄스
켄트 윌리엄스(Kent Williams, 1950년 12월 27일 ~ )는 미국의 배우, 텔레비전 배우이다.
할렘에서 태어났다.

## 출연 작품

### 영화
- 원피스 극장판 8기 - 사막의 공주와 해적들 (2007년)
- 에반게리온: 서 (2007년)
- XXX 홀릭 극장판 : 한 여름 밤의 꿈 (2005년)
- 건슬링거 걸 (2003년)
- 루팡 3세 - 발터 P38 (1997년)
- 명탐정 코난 (1996년)
- 마이애미 캅 (1994년)
- 목격자 (1994년)
- 닥터 퀸 (1993년)
- 드래곤 볼 Z (1989년)
- 스트레인저 온 마이 랜드 (1988년)
- 위험한 게임 (1983년) - 캐봇 역
- 방황의 도시 (1980년) - 오그던 역
- 미래의 추적자 (1979년)
- 지참금 2백만불 (1979년)
- 홈커밍 - 크리스마스 스토리 (1971년)

### 텔레비전
- 마이크 해머, 프라이빗 아이 (1997, Mike Hammer, Private Eye) - 데퓨티 메이어 베리 로렌스 역